# Eutrema
Eutrema es un género de plantas fanerógamas de la familia Brassicaceae. Comprende 54 especies descritas y de estas, solo 45 aceptadas.

## Taxonomía
El género fue descrito por Robert Brown y publicado en Chloris Melvilliana 9–10, pl. A, en 1823.

#### Etimología
Eutrema: nombre genérico que se deriva de la combinación de los vocablos griegos εὐ (eu); "bien, bueno", y τρῆμα (trêma); "agujero"; "buen agujero", en referencia a la perforación que producen en el septo del fruto, las especies del género.

## Especies aceptadas
A continuación se brinda un listado de las especies del género Eutrema aceptadas actualmente, ordenadas alfabéticamente. Para cada una se indica el nombre binomial seguido del autor, abreviado según las convenciones y usos.
- Eutrema altaicum (C.A.Mey.) Al-Shehbaz y Warwick, 2005
- Eutrema angustiseptatum (Al-Shehbaz, T.Y.Cheo, L.L.Lu y G.Yang) Al-Shehbaz, 2021
- Eutrema baimashanicum Al-Shehbaz, G.Q.Hao y J.Quan Liu, 2017
- Eutrema botschantzevii (D.A.German) Al-Shehbaz y Warwick, 2005
- Eutrema bouffordii Al-Shehbaz, 2007
- Eutrema bulbiferum Y.Xiao y D.K.Tian, 2015
- Eutrema cordifolium Turcz. ex Ledeb., 1841
- Eutrema deltoideum (Hook.f. y Thomson) O.E.Schulz, 1924
- Eutrema edwardsii R.Br., 1823
- Eutrema fontanum (Maxim.) Al-Shehbaz y Warwick, 2005
- Eutrema giganteum G.Q.Hao, Al-Shehbaz y J.Quan Liu, 2017
- Eutrema grandiflorum (Al-Shehbaz) Al-Shehbaz y Warwick, 2005
- Eutrema halophilum (C.A.Mey.) Al-Shehbaz y Warwick, 2005
- Eutrema heterophyllum (W.W.Sm.) H.Hara, 1973
- Eutrema himalaicum Hook.f. y Thomson, 1861
- Eutrema integrifolium (DC.) Bunge, 1839
- Eutrema japonicum (Miq.) Koidz., 1930
- Eutrema lowndesii (H.Hara) Al-Shehbaz y Warwick, 2005
- Eutrema minutissimum (O.E.Schulz) D.A.German y Al-Shehbaz, 2018
- Eutrema nanum G.Q.Hao, J.Quan Liu y Al-Shehbaz, 2018
- Eutrema nepalense (Al-Shehbaz, Kats.Arai y H.Ohba) Al-Shehbaz, G.Q.Hao y J.Quan Liu, 2017
- Eutrema parviflorum Turcz. ex Ledeb., 1842
- Eutrema penlandii Rollins, 1950
- Eutrema platypetalum (Schrenk) Al-Shehbaz y Warwick, 2005
- Eutrema pseudocordifolium Popov, 1939
- Eutrema purii (D.S.Rawat, L.R.Dangwal y R.D.Gaur) Al-Shehbaz, G.Q.Hao y J.Quan Liu, 2017
- Eutrema racemosum Al-Shehbaz, G.Q.Hao y J.Quan Liu, 2015
- Eutrema renifolium (Boiss. y Hohen.) Al-Shehbaz, G.Q.Hao y J.Quan Liu, 2017
- Eutrema salsugineum (Pall.) Al-Shehbaz y Warwick, 2005
- Eutrema scapiflorum (Hook.f. y Thomson) Al-Shehbaz, G.Q.Hao y J.Quan Liu, 2017
- Eutrema schulzii Al-Shehbaz y Warwick, 2005
- Eutrema sherriffii Al-Shehbaz y Warwick, 2005
- Eutrema sinense (Hemsl.) G.Q.Hao, J.Quan Liu y Al-Shehbaz, 2018
- Eutrema sulphureum (Al-Shehbaz) Al-Shehbaz, 2021
- Eutrema tenue (Miq.) Makino, 1912
- Eutrema thibeticum Franch., 1886
- Eutrema tianshanense G.Q.Hao, J.Quan Liu y Al-Shehbaz, 2016
- Eutrema verticillatum (Jeffrey y W.W.Sm.) Al-Shehbaz y Warwick, 2005
- Eutrema violifolium (H.Lév.) Al-Shehbaz y Warwick, 2005
- Eutrema watsonii (Al-Shehbaz) Al-Shehbaz, 2021
- Eutrema wuchengyii (Al-Shehbaz, T.Y.Cheo, L.L.Lu y G.Yang) Al-Shehbaz y Warwick, 2005
- Eutrema xingshanense (Z.E.Chao, Z.L.Ning y X.W.Hu) G.Q.Hao, Al-Shehbaz y J.Quan Liu, 2017
- Eutrema yungshunense (W.T.Wang) Al-Shehbaz y Warwick, 2005
- Eutrema yunnanense Franch., 1889
- Eutrema zhuxiense Q.L.Gan y Xin W.Li, 2014